# Isgrò (famiglia)

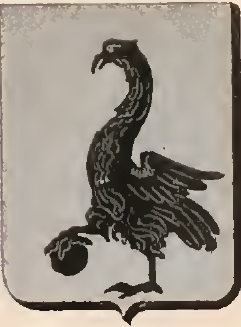
D’argento, alla grù di nero con la sua vigilanza

Gli Isgrò sono un'antica e nobile famiglia di Marsala che ha dato capitani di giustizia e giurati. Un ramo ottenne il titolo di Baroni di Villadimare.

## Esponenti illustri
- Calogero Isgrò, giurato nel 1602 e capitano di giustizia di Marsala nel 1612. Sposò Agata Frisella, figlia di Stefano Frisella[3].
- Alfiero Isgrò, sindaco di Marsala. Il suo nome compare nel 1685 sulla lapide di dedica della Porta di Mare di Marsala (oggi Porta Garibaldi). L’elenco delle persone coinvolte nella costruzione della porta comprende peraltro: il re Carlo II d’Asburgo, Don Francisco Benavides, Giovan Battista Cardinale, Don Giovanni Marziano, Don Vincenzo Palma e Don Francesco Schifaldo[3]. Probabilmente si tratta dello stesso Alfiero che fu capitano di Marsala nel 1701-1702[3].
- Calogero Isgrò (nato a Marsala ca. 1630). Sposò Anna Frisella (nata ca. 1630) ed ebbero una figlia, Anna Isgrò (nata ca. 1650)[4], che sposò Giovanni Pietro Majorana ed Emanuele (nato ca. 1650), fratello di Anna Majorana ed Emanuele (nata ca. 1660)[5] (vedi sotto).
- Stefano Isgrò (nato ca. 1630). Sposò Antonia Leonforte. Ebbero un figlio, Antonino Isgrò (nato ca. 1660)[6], giurato di Marsala nel 1706-1707[3] (vedi sotto).
- Stefano Isgrò, giurato di Marsala nel 1694-1695[3].
- Antonino Isgrò (nato ca. 1660), giurato di Marsala nel 1706-1707[3]. Figlio di Stefano Isrò e Antonia Leonforte (vedi sopra)[6]. Sposò Anna Majorana ed Emanuele (nata ca. 1660)[5], che apparteneva alla nobile famiglia Emanuele. Ebbero un figlio, Costantino Isgrò, barone di Villadimare[7] (vedi sotto).
- Costantino Isgrò, figlio di Antonino Isgrò e di Anna Majorana ed Emanuele (vedi sopra). Ottenne la baronia di Villadimare (o Villa di Mare) nel 1723. Situata a Marsala, Villadimare è costituita da saline, la cui gestione fu inizialmente concessa dal re Ferdinando il Cattolico ad Antonio Vincenzo de Grignano il 31 gennaio 1507. Queste rimasero proprietà della famiglia de Grignano fino a quando passarono da Ettore Grignano a Giovan Pietro Emanuele (capitano di giustizia di Marsala), il 25 maggio 1562[2][8]. Filippa Emanuele (nata c. 1620), figlia di Giovanni Antonio Emanuele (nato ca. 1600) e discendente di Giovan Pietro[9], fù investita delle saline il 2 marzo 1638 e le cedette per donazione avutane al suo sposo, Giovan Vito Majorana e Manuele, il quale ricevette investitura il 5 dicembre 1640 e il 16 settembre 1666[2][10]. Il 15 marzo 1723, Costantino Isgrò, essendo figlio di Anna Majorana ed Emanuele e nipote di Giovan Francesco Pietro Majorana ed Emanuele (fratello di Anna), fu investito delle saline per interposta persona[2]. Costantino sposò Isabella Platamone (1690-1784)[11]. Morì il 9 settembre 1767 a Palermo, all'età di ca. 91 anni, e fu sepolto presso i Cappuccini[12]. Questa data (1767) ci permette di far risalire la sua data di nascita al 1676 circa. Costantino e Isabella ebbero una figlia, Anna Isgrò (nata ca. 1710)[13] e un figlio, Giovan Pietro Antonio Isgrò (vedi sotto).
- Giovan Pietro Antonio Isgrò (nato 1728), figlio di Costantino Isgrò e di Isabella Platamone (vedi sopra). Ricevette la baronia dal defunto padre nel 1768[1]. Nel 1777, le saline furono cedute dagli Isgrò a Maria Rosalia Moncada e Banciforte[3]. Il 15 gennaio 1794, sposò Rosalia Maccagnone Di Blasi di Francesco Principe di Granatelli (ca. 1767-1837)[14].
- Il cavaliere Calogero Isgrò Lucchese (nato a Marsala nel 1692, morto a Palermo il 24 maggio 1767). Proconservatore nel 1725 e poi giurato di Marsala nel 1735[3]. Sostenne la causa delle franchigie della città di Marsala e, nel 1756, ottenne dalla Corte Reale la riconferma del privilegio di esenzione fiscale per tutti i cittadini di questa città. Tuttavia, l'aumento di alcune tasse e l'imposizione di nuovi tributi provocarono una situazione di difficoltà finanziaria tra la popolazione di Marsala. Dopo l'annullamento del privilegio di esenzione della tassa sui ponti, ottenuto tra altri privilegi dal Cavaliere Isgrò, il procuratore fiscale fece appello al viceré per rivalutare la situazione. Nel 1765, furono nominati tre consiglieri per risolvere la questione e, il 17 agosto 1767, questi approvarono l'esenzione da tale tassa a favore dei cittadini di Marsala, che, riconoscenti, attribuirono questo successo all'intercessione della Madonna della Cava ma anche agli sforzi di Calogero Isgrò[3], che era deceduto qualche mese prima. Fu sepolto a S. Francesco di Paola in S. Oliva[15]. Esiste un ritratto che lo rappresenta inginocchiato davanti alla statuetta della Madonna della Cava e che la indica con il dito. Il ritratto riporta l'iscrizione seguente: "Deo optimo maximo. Domini Calogero Isgrò Lucchese, patritio lilyboetano inter tot insignes cives ad vindicandam patriae immunitatem omnium suffragiis in victoriae deipara optulante obtentae eternam memoriam universa civica (Dio ottimo massimo. La città tutta a Don Calogero Isgrò Lucchese, patrizio marsalese, scelto col voto di tutti fra tanti insigni cittadini per rivendicare l’immunità della Patria per l’eterna memoria della vittoria ottenuta)."[3] Nel 1865, l'antica Via Civia a Marsala, dove si trovava la sua casa, fu rinominata Calogero Isgrò, nome che mantiene ancora oggi, sebbene tradizionalmente gli abitanti la chiamino "Via San Caloriu"[3].
- Costantino Isgrò, barone di Villadimare (XIX secolo). Proprietario della Villa Marassi di Pietratagliata a Palermo, nel 1824 concesse la tenuta in enfiteusi al sacerdote Vincenzo Di Girolamo[16].